# 节能国祯
中节能国祯环保科技股份有限公司（英語：Cecep Guozhen Environmental Protection Technology Co.,Ltd.；深交所：300388，简称：节能国祯），是中国深圳证券交易所的一家上市公司，主营业务包括城市水环境治理、工业废水零排放处理以及村镇环境治理。
公司成立于1997年，前身为合肥国祯高新热电有限责任公司，由安徽国祯能源股份有限公司与合肥高新技术产业开发区科技实业发展公司共同出资设立。1999年整体变更为股份有限公司，更名为安徽国祯环保节能科技股份有限公司。2014年8月1日在深圳证券交易所上市交易。
2020年，中国节能环保集团有限公司收购安徽国祯环保节能科技股份有限公司，公司控股股东变更为中国节能，实际控制人变更为国务院国资委。2021年1月，公司名称变更为中节能国祯环保科技股份有限公司，证券简称由“国祯环保”变更为“节能国祯”。
2022年，公司实现营业收入40.99亿元，同比下降8.44%；实现净利润4.05亿元，同比增长10.43%。